# Hanns Kreutz
Hanns Johann Kreutz (* 14. September 1892 in Forchheim, Oberfranken; † 3. Dezember 1952 in München) war ein deutscher Pflanzenbauwissenschaftler.

## Leben
Kreutz studierte von 1910 bis 1913 Landwirtschaft in Weihenstephan und an der landwirtschaftlichen Abteilung der Technischen Hochschule München und wurde 1910 Mitglied im Corps Donaria zu Freising-Weihenstephan. Seit 1919 arbeitete er als wissenschaftlicher Assistent und Abteilungsleiter an der Bayerischen Landessaatzuchtanstalt Weihenstephan. 1921 übernahm er die Stelle eines Konservators am Institut für Acker- und Pflanzenbau der Technischen Hochschule München. Unter der Ägide von Ludwig Kießling promovierte er dort 1924 mit einer Dissertation über die Pferdebohne (Vicia faba L.). Auch in den folgenden zwei Jahrzehnten beschäftigte er sich intensiv mit dem Anbau von Leguminosen.
Zum 1. Mai 1933 trat er der NSDAP bei (Mitgliedsnummer 2.943.921), in der SA erreichte er den Rang eines SA-Obersturmführers. 1940 wurde Kreutz zum Privatdozenten für das Lehrgebiet Acker- und Pflanzenbau an der Technischen Hochschule München ernannt. Zeitweise übernahm er dort die Vorlesungen des erkrankten Lehrstuhlinhabers Ludwig Kießling. Von 1943 bis Anfang 1945 war Kreutz als Nachfolger von Friedrich Berkner ordentlicher Professor des Instituts für Pflanzenbau und Pflanzenzüchtung der Universität Breslau.

## Schriften (Auswahl)
- Einfluss des Standraumes bei der Pferdebohne (Vicia faba L.) auf Entwicklung und Eigenschaften der reifen Pflanze sowie auf die Beziehungen dieser Eigenschaften zueinander. Diss. Techn. Hochschule München 1924 (1928); Maschinenschrift.
- Der Hülsenfruchtbau. In: Handbuch der Landwirtschaft. Herausgegeben von F.Aereboe, J. Hansen und Th. Roemer. Verlagsbuchhandlung Paul Parey Berlin, Bd. 3, 1930, S. 218–254.